# Wallmapu

Mapa que muestra una interpretación de la presencia histórica de mapuches entre los siglos XVI y XXI basado en datos de Melin et al. (2015).

Wallmapu, Wall Mapu -o también Wallontun Mapu, Woyontu Mapu- (del mapudungun: wall mapu o waj mapu, y; wallontu mapu, wajontu mapu o woyontu mapu ‘territorio circundante, y; conjunto de territorios circundantes o universo, respectivamente’) es el nombre dado por algunos grupos y movimientos indigenistas además de sectores sociales y políticos, al territorio que los mapuches habitan o habitaron históricamente en el Cono Sur de América del Sur: desde el río Limarí por el norte hasta el archipiélago de Chiloé por el sur —en la ribera sudoriental del océano Pacífico— y desde el centro y sur del interior de la Provincia de Buenos Aires hasta la Patagonia —en la ribera sudoccidental del océano Atlántico—, comprendiendo territorios soberanos de las actuales República de Chile y República Argentina.
El origen del término se encuentra disputado, por un lado, por quienes le atribuyen un origen moderno durante la expansión del indigenismo de la década de 1990, y por otro, por quienes le atribuyen un origen ancestral oralmente transmitido o kimun (del mapudungun: kimün, kimvn, 'conocimiento' o 'saber') del pueblo mapuche (en su origen habría hecho referencia al concepto de "Universo" en la religión mapuche y no una entidad política). Si bien hasta la década del 90' su uso se concentraba en el movimiento autonomista mapuche, a partir del estallido social de Chile del año 2019 su reconocimiento aumentó entre la población general.

## Etimología y origen del nombre

Bandera Wenufoye creada en 1992 por la organización indigenista denominada Consejo de Todas las Tierras; principal símbolo del movimiento autonomista mapuche, en Chile (principalmente) y Argentina.

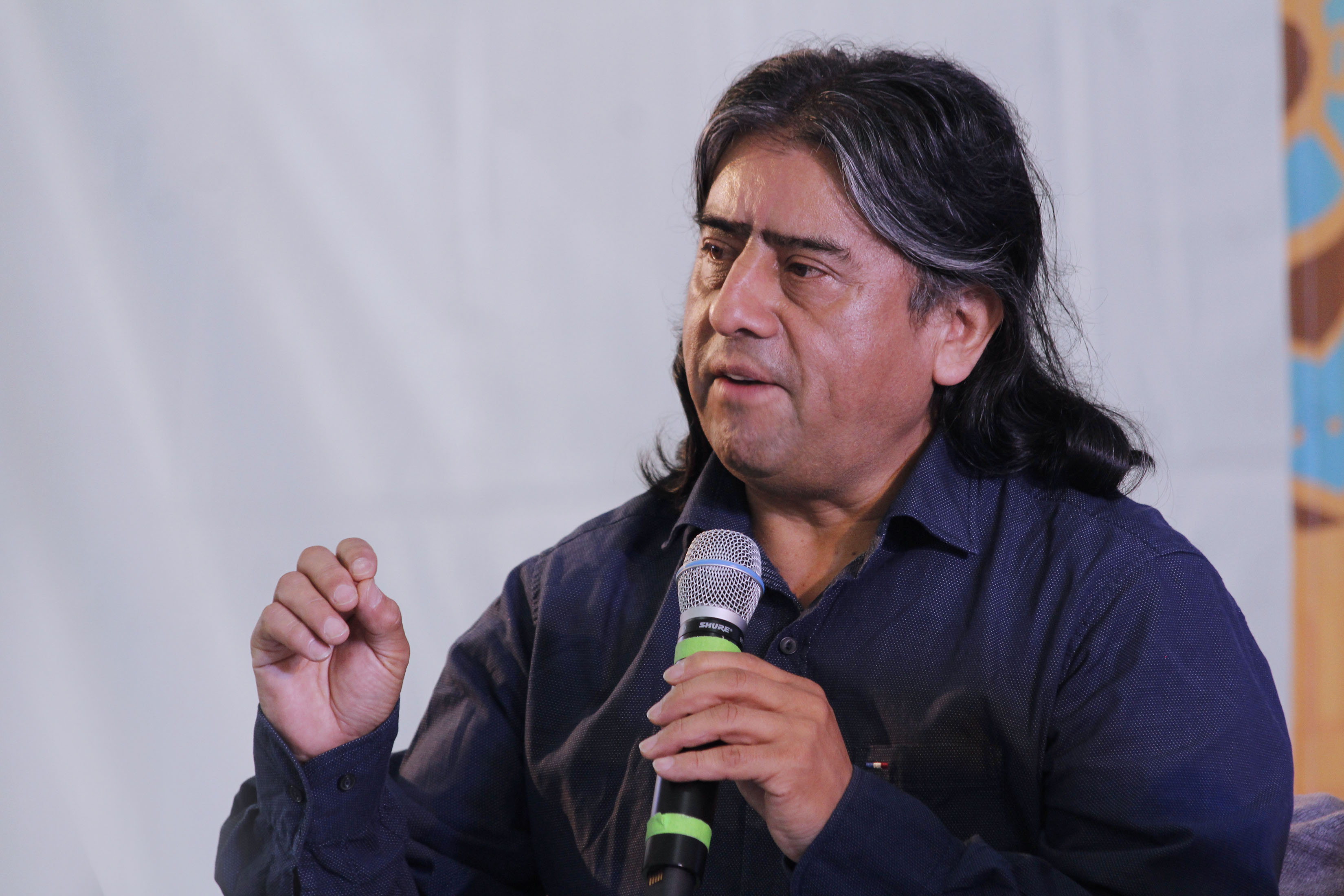
Aucán Huilcamán, reconocido activista político indigenista mapuche.

Wall significa en mapudungún "alrededor", "rodear" o "circundante" y Mapu "tierra" o "territorio", por lo tanto, Wallmapu quiere decir "tierra de alrededor" o "territorio circundante". El wall, como idea circundante, esférica, los labios o las orillas del mapu se reconfigura en relación con el winka. Esta forma expresada en el discurso conlleva una serie de medidas que rompen con los sistemas epistémicos y los llevan a mudar de sentido, por lo tanto, de concepciones territoriales.
El término comenzó a ser utilizado masivamente fuera del mundo mapudungun-parlante, a partir del Consejo de Todas las Tierras en su nombre en mapudungun, Aukiñ Wallmapu Ngulam, una vez fundada la organización en 1990, en respuesta a lo que los movimientos indigenistas llaman "represión", y el supuesto desconocimiento de los Títulos de Merced y consecuente ola migratoria de mapuches desde la zona centro-sur a las grandes urbes de Chile, provocada por la dictadura militar chilena. El grupo se caracterizó por realizar revisionismo histórico y reivindicar una postura política opuesta a los intereses del Estado chileno en la zona, especialmente en las consignas ligadas a "la recuperación de los territorios ancestrales" y "la autonomía territorial política del pueblo mapuche". En este proceso, además, llevaron adelante un proceso de elaboración de la bandera nacional-mapuche Wenufoye en 1992, así como también otras cinco banderas asociadas a los principales territorios con presencia mapuche en el sur de Chile A partir del año 2005 el término también fue promovido por el partido nacionalista mapuche Wallmapuwen.
El historiador chileno Cristóbal García Huidobro plantea que: "la terminología 'Wallmapu' no es una que sea relativamente antigua, sino que es más nueva. Surge, hasta donde se ha logrado entender, de un movimiento revisionista, a principios de la década de 1990 (...) hacen un reestudio y un revisionismo de la identidad, del lenguaje, así como también de los símbolos que representarían al pueblo mapuche (...) no es una cuestión histórica propiamente tal, no proviene de la cultura ancestral del pueblo mapuche que nunca percibió su territorio como un lugar particularmente definido".
El Consejo logra fortalecer la noción de autodeterminación a través de un largo desarrollo ideológico que llevan adelante distintos intelectuales. Paralelamente al Consejo, a fines 1989 varios grupos iniciaron tomas de tierra en Lumaco y otras zonas. En los años 90, las ideas autonomistas también están presentes en algunas cárceles de la región.
Mientras en las urbes se consolidaba la transición a la democracia, en los campos indígenas del sur se venía configurando un proyecto político que sus mismos dirigentes denominaron "la reconstrucción del Wallmapu", y que fue ignorado por la clase política chilena.
La construcción de la central hidroeléctrica Ralco, la cual ocupó cementerios de comunidades indígenas, marcó un punto de quiebre en las relaciones de comunidades mapuche con el estado chileno, lo que llevaría a la radicalización del movimiento autonomista formándose en 1997 la Coordinadora Arauco-Malleco tras la quema de tres camiones de Forestal Arauco, lo que iniciaría el conflicto en La Araucanía. El hecho marcó un punto de inflexión en el desarrollo del "Movimiento Político Autonomista Mapuche" y ha sido un amplio tema de discusión para intelectuales mapuche.
El mismo año se realiza el "Congreso Nacional del Pueblo Mapuche" con participación de las organizaciones territoriales emergentes. Dicho encuentro incorporó el concepto de "territorialidad indígena" hasta entonces ausente, exigiendo su reconocimiento y protección. Además propuso que las Áreas de Desarrollo Indígena constituyan en "espacios de autogestión, de participación indígena, y de protección del territorio frente a proyectos que perjudican el medio ambiente". El mismo Congreso propuso la autonomía como "eje de articulación del nuevo diálogo que impulsa el pueblo mapuche en su relación con el Estado y la sociedad chilena..."
La CAM se define como anticapitalista y se declara "en resistencia contra el neoliberalismo", utilizan la violencia como método para "recuperar" o tomar los terrenos que alegan como usurpados durante la ocupación de la Araucanía los cuáles se encuentran actualmente en poder de latifundistas e industrias extractivistas, en estos lugares es donde buscar ejercer control territorial el cual ven como "eje para la autodeterminación y el desarrollo integral del militante indígena". Los dirigentes de la CAM (como Héctor Llaitul) son una generación posterior a la de los fundadores del Consejo de Todas las Tierras (como Aucán Huilcamán), más separatista o "nacionalitaria" y dispuesta a ocupar los territorios de facto para edificar la "Nación Mapuche".
En la actualidad existe un conflicto entre los estados de Chile y Argentina y diversos grupos indigenistas. El principal eje en las demandas de estos grupos es la autonomía territorial y la restitución de las supuestas tierras ocupadas por el pueblo mapuche ya sea en reconocimiento por el estado chileno a partir de los Títulos de Merced (reductos de decenas de hectáreas por familia reconocidos a algunas comunidades posterior al gran despojo de tierras provocado por las campañas conocidas como la Pacificación de la Araucanía y la Conquista del Desierto).

## Descripción
En el ámbito chileno, para la zona comprendida entre los ríos Bío-Bío y Toltén, la documentación y testimonios históricos de los conquistadores españoles refiere a las nociones de rewe y ayllarewe, siendo las cuatro grandes provincias del sistema de valles de la cordillera de Nahuelbuta que se mencionan ya en el siglo XVI: Arauco, Tucapel, Mareguano-Catiray y Purén. De acuerdo a algunos historiadores:
Las confusiones y diferencias con respecto a delimitaciones geográficas, orígenes de topónimos y construcción de etnocalificativos que se aprecian en las fuentes hispanas se deben, en gran medida, a la superposición de sistemas de estructuración sociopolítica coloniales sobre bases organizativas prehispánicas que los observadores peninsulares no querían o no podían reconocer con exactitud. Por otra parte, no olvidemos que se trata de territorios que estaban siendo desarticulados y rearticulados por la conquista española y por la resistencia indígena, por tanto sus límites geográficos eran necesariamente móviles y variaban en función de los avances, retrocesos y redefiniciones de los sistemas de alianzas de unidades políticamente autónomas.

### Meli Witran Mapu
A diferencia de la costumbre occidental, el punto cardinal de referencia no es el norte, sino el este (pwel), lado del que nace el sol y al que los mapuches miran al orar a las deidades y los antepasados. Además, el orden habitual de nombrarlos es en contra del giro de los punteros del reloj: Pwel (este), Pikun (norte), Lafken (oeste) y Willi (sur). Esta orientación es el elemento central del Meli Witran Mapu, representación gráfica de los cuatro lugares del mundo físico. A partir de ello, y de acuerdo con la cosmovisión mapuche, los nombres de diversos territorios que han habitado son:
- Puel Mapu: Es hoy parte de Argentina, quienes habita esta zona son puelche ("orientales", en sentido posicional, no los puelches histórico), se extiende entre los ríos Cuarto y Diamante, por el norte, hasta los ríos Limay y Negro por el Sur, siendo su límite este el río Salado (o hacia 1750 la línea de los fortines y pueblos de San Nicolás de los Arroyos, San Antonio de Areco, Luján y Merlo) y el Ka Füta Lafken (océano Atlántico) y el oeste, la cordillera de los Andes.
- Gulu Mapu: Territorio al oeste de la cordillera de los Andes, hoy parte de Chile.[7]
- Pikun Mapu: Los límites aproximados estaban dados por el río Limarí al norte, el río Biobío al sur, la cordillera de los Andes al este, y el océano Pacífico al oeste.[2] La zona desde el río Limarí hasta el río Maule estuvo integrada en un momento de su historia al Tawantinsuyu y también fue colonizada por los conquistadores españoles posteriormente.
- Lafken Mapu: Es el área costera del Pacífico y atlántico  con población mapuche, "lafkenches". Abarca desde Tirúa hasta la provincia de Osorno. y Desde la costa de  Río Negro hasta la costa de la Santa Cruz.
- Willi Mapu o Futa Willimapu[20]: Territorio basado en las regiones de Los Ríos y Los Lagos y en las provincias de Neuquén y Río Negro, entre el río Toltén y el archipiélago de Chiloé. El pueblo originario que habita la zona son los huilliches o gente del sur.

### Butalmapus
A partir del inicio de la conquista española de Chile (siglo XVI), los territorios donde los mapuches ejercen control territorial se reducen de manera significativa. Esta nueva realidad obliga a la conformación de alianzas en torno a grandes unidades territoriales (butalmapus), de forma de poder hacer frente y luego negociar con las autoridades españolas asentadas al norte del río Biobío. Los cuatro butalmapus tradicionales agrupaban principalmente territorios de las actuales provincias de Arauco, Malleco y Cautín, así como a zonas fronterizas de la República Argentina:
- Lafkenmapu ("territorio marino"): la costa del océano Pacífico y sus islas aledañas. Los mapuches de esta zona suelen ser llamados lafquenches o costinos.[21]
- Lelfünmapu ("territorio de los llanos"): la depresión Intermedia. Sus habitantes eran denominados llanistas o abajinos por los españoles, nagches, nagpuleche o lelfunches para los mapuches.[22]
- Inapiremapu ("territorio junto a la nieve"): los valles de la precordillera de los Andes. Los mapuches de esta zona eran denominados arribanos por los españoles, wenteches o huenteches en mapudungun.[23]
- Piremapu ("territorio de la nieve"): zonas altas de la cordillera de los Andes entre los ríos Itata y Toltén, también llamado Pewenmapu (tierra de las araucarias), tierras habitadas por los pehuenches.

## Polémica por uso del término
El término Wallmapu al ser una contraposición al término Araucanía (el cual ha sido tradicionalmente utilizado por la historiografía para describir una parte del territorio habitado por mapuches) no es aceptado por la totalidad de historiografía o discurso político de Chile y Argentina, por lo que su uso va ligado a una postura indigenista de la historia. 
En 2022 hubo una polémica por el uso del término por parte del recién asumido gobierno de Gabriel Boric en Chile, el cual fue el primero en el país en emplear el término en declaraciones por parte de la ministra Izkia Siches, lo que no estuvo ajeno de respuestas por parte de la oposición y de políticos y organizaciones de Argentina.
El concepto Wallmapu suele ser utilizado en referencia un país y a una nación mapuche independiente ("Pais Mapuche"), siendo desde su inicio una postura claramente separatista en relación con el Estado chileno y argentino. Sin embargo, en términos estrictos y en el uso cotidiano y filosófico Wallmapu también ha sido definido como la totalidad del "Universo" en la cosmovisión mapuche.